# Liste des genres de blues
Vous pouvez aider à l'améliorer ou bien discuter des problèmes sur sa page de discussion.
- Il peut contenir un travail inédit ou des déclarations non vérifiées. Vous pouvez l’améliorer en ajoutant des références. (Marqué depuis décembre 2018)

Vous pouvez aider à l'améliorer ou bien discuter des problèmes sur sa page de discussion.
- Il ne s’appuie pas, ou pas assez, sur des sources secondaires ou tertiaires. (Marqué depuis décembre 2018)

- Archive Wikiwix
- Bing
- Cairn
- DuckDuckGo
- E. Universalis
- Gallica
- Google
- G. Books
- G. News
- G. Scholar
- Persée
- Qwant
- (zh) Baidu
- (ru) Yandex
- (wd) trouver des œuvres sur Wikidata

Le blues regroupe différents genres. Il y a aussi des styles de musique qui ne sont pas du blues mais que l'on peut décrire comme étant du blues-like ou bluesy, c'est-à-dire qui partagent avec le blues certaines caractéristiques communes, parmi lesquelles l'utilisation dans les morceaux des enchainements d'accords typiques du blues, avec les 3 accords basiques : I, IV and V.

## Genres de blues
À côté du blues traditionnel, de nombreux genres ou styles de blues existent.
- Acid blues
- Blues africain
- Blues Drama
- Blues électrique
- Blues féminin (ou Classic female blues)
- Blues français
- Blues moderne
- Blues rock
- Blues shouter
- Blues suédois
- Blues touareg
- Blues traditionnel (ou country blues)
- British blues
- Blues Canadien
- Chicago blues
- Delta blues
- Detroit blues
- Gospel blues
- Jazz blues
- Jump blues
- Kansas City blues
- Louisiana blues
- Memphis blues
- New York blues
- North Mississippi blues
- Piano blues
- Piedmont blues
- Punk blues
- Soul blues
- Saint Louis blues
- Swamp blues
- Texas Blues
- West Coast blues

## Genres proches du blues
Il y a plusieurs genres indépendants du blues mais qui en sont proches et que l'on nomme blues-like ou bluesy. Ce sont en général des musiques d'origine urbaine, avec une instrumentalisation simple, des chants plaintifs et mélancoliques qui soulignent la pauvreté, le manque de chance et, souvent, le comportement violent ou criminel du chanteur.
- Bikutsi - musique Camerounaise
- Bolel - musique éthiopienne
- Bomba - musique puertoricaine
- Bozlak - musique de turque
- Calypso - musique de Trinité-et-Tobago
- Country - musique américaine
- Cumbia - musique colombienne
- Doina - musique roumaine
- Fado - musique portugaise
- Flamenco - musique espagnole
- Kroncong - musique indonésienne
- Llanto - musique du Panama
- Luk thung - musique thaïlandaise
- Mariachi - musique mexicaine
- Merengue - musique dominicaine
- Morna - musique cap verdienne
- Raï - musique algérienne
- Rebetiko - musique grecque
- Reggae - musique jamaïcaine
- Rhythm and blues - musique américaine
- Rumba - musique cubaine
- Samba - musique brésilienne
- Schrammelmusik - musique australienne
- Sevdalinka - musique de Bosnie-Herzégovine
- Shaabi - musique égyptienne
- Sawt - musique Koweïtienne et de Bahreïn
- Taarab - musique tanzanienne
- Tambú - musique de Bonaire et Curaçao
- Tango - musique argentine
- Zilin - music Béninoise
- Zydeco - musique cadienne